# Ids-Saint-Roch
Ids-Saint-Roch is een gemeente in het Franse departement Cher (regio Centre-Val de Loire) en telt 276 inwoners (1999). De plaats maakt deel uit van het arrondissement Saint-Amand-Montrond.

## Geografie
De oppervlakte van Ids-Saint-Roch bedraagt 27,1 km², de bevolkingsdichtheid is 10,2 inwoners per km².
De onderstaande kaart toont de ligging van Ids-Saint-Roch met de belangrijkste infrastructuur en aangrenzende gemeenten.

## Demografie
Onderstaande figuur toont het verloop van het inwonertal (bron: INSEE-tellingen).